# Мачулина, Диана Юрьевна
Диана Юрьевна Мачулина (род. 15 февраля 1981) — российский художник и арт-критик.

## Биография
В 1998 году окончила Московский академический художественный лицей. С 1998 по 2000 год училась на факультете сценографии в Российской академии театрального искусства. В 2002 году стажировалась в Штутгартской художественной академии. В 2003 году окончила курс «Новые художественные стратегии» в Институте проблем современного искусства. В 2004 году окончила Московский государственный академический художественный институт имени В. И. Сурикова. В 2005 году окончила курс «Культурная журналистика» института Pro Arte и Фонда Форда. В 2008 году стала лауреатом Премии Кандинского в номинации «Лучший молодой художник года» В 2013 году стала стипендиатом Фонда памяти Иосифа Бродского. В 2017, 2018 годах вошла в Российский инвестиционный художественный рейтинг 49ART, представляющий современных художников в возрасте до 50 лет. В 2018 году стала лауреатом золотой медали Российской академии художеств. С 1985 года живёт и работает в Москве.

## Персональные выставки
- 2014 — «Dance Macabre». Американская Академия в Риме.
- 2012 — «Похвала глупости, или Архитектура российского капитализма». Галерея Марата Гельмана, Москва[5]

.
- 2011 — «Упражнения». Мультимедиа Арт Музей, Москва.[9]
- 2008 — «Резиновая душа». Stanislas Bourgain gallery, Париж.
- 2007 — «Старый Новый». Галерея Марата Гельмана, Москва.[10]
- 2006 — «Pillow book». Ecomusee Voltair, Женева.

## Групповые выставки (избранное)
2015
- Новые русские рассказчики, Русский музей, Санкт-Петербург

2014
- Что такое наши руины? Les Ateliers Du Vent, Ренн, Франция
- ЗОО, Зоологический музей Московского университета, Москва
- Против течения, Саратовский государственный художественный музей им. А. Н. Радищева, Саратов — галерея МАРС, Москва

2013
- Департамент труда и занятости, Государственная Третьяковская Галерея, Москва
- Украшение красивого. Элитизм и китч в современном искусстве, Государственная Третьяковская Галерея, Москва, Художественный музей им. Крамского, Воронеж
- Три дня в октябре, Историко-мемориальный музей «Пресня», Москва
- Что такое наши руины? Арт-центр «Проект Фабрика», Москва, «Типография», Кишинев

2012
- Монументы и документы, новая постоянная экспозиция Государственной Третьяковской Галереи, Москва

2010
- Русский контрапункт, Лувр, Париж
- Молодая гвардия, Les Ateliers du Vent, Ренн, Франция
- Русские идут!, Havremagasinet, Буден, Швеция
- Послебеды, Красноярский музейный центр, Красноярск
- Футурология, Центр современной культуры «Гараж», Москва

2009
- Не игрушки!? Государственная Третьяковская Галерея, Москва (спецпроект 3-й Московской биеннале современного искусства)
- Русское бедное, «Красный октябрь», Москва (спецпроект 3-й Московской биеннале современного искусства)
- Новая старая холодная война, «Красный октябрь», Москва (спецпроект 3-й Московской биеннале современного искусства)
- Европейские мастерские, Центральный Дом Художника, Москва

2008
- Невидимое различие, галерея «Арт Стрелка Projects», Москва
- 1968: политика на улицах, Арт-центр «Проект Фабрика», Москва
- Лаборатория. Опыт 1, Laboratoria Art&science Space, Москва
- Русское искусство: парадоксы истории, Национальная художественная академия, София, Болгария

2007
- Соц-арт. Политическое искусство России от 1972 до наших дней, La Maison Rouge, Париж
- История в настоящем времени, основная программа 2-й Московской биеннале современного искусства, башня «Федерация», Москва
- Соц-арт. Политическое искусство в России и Китае, Государственная Третьяковская Галерея, Москва (спецпроект 2-й Московской биеннале современного искусства)
- Дневник художника, Центральный Дом Художника, Москва, (спецпроект 2-й Московской биеннале современного искусства)
- Барокко. Симптомы большого стиля, Московский музей современного искусства
- Дом — между Европой и Азией, 5-я международная биеннале современного искусства, Ширяево, Самарская область

2006
- Происхождение видов. Искусство в эпоху социального дарвинизма, Музей современного искусства, Тояма, Япония

2005
- Любовь — между Европой и Азией, 4-я международная биеннале современного искусства, Ширяево, Самарская область
- Русский поп-арт, Государственная Третьяковская Галерея, Москва
- Двоемыслие, Stella Art Gallery, Москва
- Без комментариев? Арт-центр «Проект Фабрика», Москва (спецпроект 1-й Московской биеннале современного искусства)

2004
- Арт-Клязьма, 3-й фестиваль современного искусства на пленэре, Москва
- Between, Московский музей современного искусства
- Новый отсчет. Цифровая Россия, Центральный Дом Художника, Москва

2003
- Арт-Клязьма, 2-й фестиваль современного искусства на пленэре, Москва
- Фестиваль современного искусства «Стой! Кто идет?», Москва

## Работы находятся в собраниях
Работы Дианы Мачулиной находятся в государственных и частных коллекциях в России и за рубежом.
- Государственная Третьяковская Галерея, Москва
- Музей Современного Искусства, Тояма, Япония
- The Deutche Bank Art Collection